# امیرابراهیم‌خان مظفرالدوله
امیرابراهیم‌خان مظفرالدوله از فرماندهان نظامی دوران قاجار و از سرداران سپاه ایران در جنگ هرات بود. پس از فتح هرات به دستور ناصرالدین‌شاه به مظفرالدوله ملقب شد و به رتبه «امیرتومانی» ارتقاء یافت. او در اواخر عمر به حکومت سیستان منصوب شد و قلعه ناصری را بنیان‌گذاشت که اکنون به شهر زابل تبدیل شده است.
ابراهیم‌خان با شمس‌الملوک دختر عبدالله میرزا (پسر یازدهم فتحعلی‌شاه) ازدواج کرد و صاحب پنج فرزند شد:
1. آقاخان مظفرالدوله
2. پاشاخان مظفرالسلطنه
3. آسیه خانم، همسر ذوالفقارخان اسعدالدوله
4. گوهرملک‌خانم
5. خاصه‌خانم، همسر میرزا ابوطالب زنجانی

از ازدواج دوم خود نیز پسری به نام رضاقلی‌خان داشت که با جمیله‌خانم دختر ذوالفقارخان اسعدالدوله ازدواج کرد. تنها دختر رضاقلی‌خان قمرتاج‌خانم احتجاب‌السلطنه بود که به ازدواج پسردائی‌اش حسینقلی‌خان اسعدالدوله ذوالفقاری درآمد.